# Corporación Deportiva Club Atlético Nacional
La Corporación Deportiva Club Atlético Nacional, o simplement Atlético Nacional, és un club  de futbol colombià de la ciutat de Medellín.

## Història
El club va ser fundat el 1946. Fou el primer club colombià en guanyar la Copa Libertadores de América, l'any 1989, essent finalista el 1995. Aquest triomf li donà l'apel·latiu de Puros Criollos.
També ha guanyat la lliga colombiana de futbol deu cops els anys 1954, 1973, 1976, 1981, 1991, 1994, 1999 (quan es disputava un campionat per any), 2005-I, 2007-I 2007-II, 2011-I, 2013-I, 2013-II, 2014-I, 2015-II, 2017-I i 2022-I
Al club han jugat grans jugadors com Faustino Asprilla, René Higuita, Víctor Aristizábal, Andrés Escobar, Iván Córdoba, Leonel Alvarez, Alexis García, Albeiro Usuriaga, Aquivaldo Mosquera entre d'altres.
La seva mascota es diu Nacho, creada el 1998.
Comparteix l'Estadi Atanasio Girardot amb el Deportivo Independiente Medellin.

## Palmarès
- Copa Libertadores de América (2): 1989, 2016
- Copa Merconorte (2): 1998, 2000
- Copa Interamericana (2): 1990, 1997
- Recopa Sud-americana (1): 2017
- Copa Colombia (3): 2012, 2013, 2016
- Superliga Colombiana (2): 2012, 2016
- Fútbol Profesional Colombiano (17): 1954, 1973, 1976, 1981, 1991, 1994, 1999, 2005-I, 2007-I, 2007-II, 2011-I, 2013-I, 2013-II, 2014-I, 2015-II, 2017-I, 2022-I

## Jugadors històrics destacats
| - Rene Higuita - Francisco Maturana - Aquivaldo Mosquera - Jairo Patiño - Luis Carlos Perea - Edixon Perea - Luis Fernando Suarez - Albeiro Usuriaga - Aldo Ramirez | - Leonel Alvarez - Victor Aristizabal - Faustino Asprilla - Iván Córdoba - Andres Escobar - Alexis García - Herman Gaviria - Freddy Grisales | - Jose Luis Brown - Jorge Hugo Fernandez - Nicolas Gianastasio - Tito Manuel Gomez - Hugo Londero - Hugo Morales - Raul Navarro - Jorge Olmedo | - Oswaldo Marcial Palavecino - Atilio Miotti - Oscar Rossi - Miguel Zazzini - Franco Armani - Marcelo Ramos - Fernando Martel - Francisco Arrué - Cesar Cueto |

## Entrenadors destacats
- Fernando Paternoster
- César López Fretes
- Osvaldo Zubeldía (1976-1981)
- Francisco Maturana (1987-1990)
- Hernan Dario Gomez (1991-1993)
- Juan José Pelaez (1994-1997)
- Reinaldo Merlo (1999)
- Luis Fernando Suárez (1999-2000)
- Carlos Navarrete (2000)
- José Hernández (2001)
- Luis Fernando Montoya (2001-2002)
- Alexis García (2002-2003)
- Juan José Pelaez (2003-2004)
- Santiago Escobar (2005-2006)
- Oscar Héctor Quintabani (2006-2008)
- Juan Carlos Osorio (2012-2015)
- Reinaldo Rueda (2015-2017)
- Juan Manuel Lillo (2017)
- Jorge Almirón (2018)